# Castel novo
Il Castel novo è un castello nella frazione di Castelnovo, nel comune di Isola Vicentina in provincia di Vicenza.

## Descrizione
Il castello sorge su quello che nei documenti è definito "grumo", ovvero una piccola collina che dà sulla pianura sottostante usata come avamposto per la difesa e il controllo della zona. La costruzione del "castello nuovo" (che si contrappone ad una precedente fortificazione ora inglobata nella chiesa di San Lorenzo), insieme alle bonifiche e alle opere di evangelizzazione benedettine, contribuì all'espansione della parte collinare di Castelnovo e fu quindi un importante evento che segnò la storia del paese.
Originariamente comprendeva due torri, una minore e una maggiore, e un'area circostante circondata da una zona boschiva ad uso difensivo. Nel 1263 la struttura venne parzialmente distrutta, lasciando in piedi solo la torre minore e parte delle mura della torre maggiore, che fungeva anche da residenza signorile. Nel Quattrocento la torre maggiore venne ricostruita e la torre minore parzialmente ristrutturata per uso abitativo.
Attualmente le due torri sono ancora presenti e visibili. In particolare la torre maggiore, insieme al pezzo di collina su cui è sita, è denominata dai paesani Torón.

## Storia

### Castrum vetus

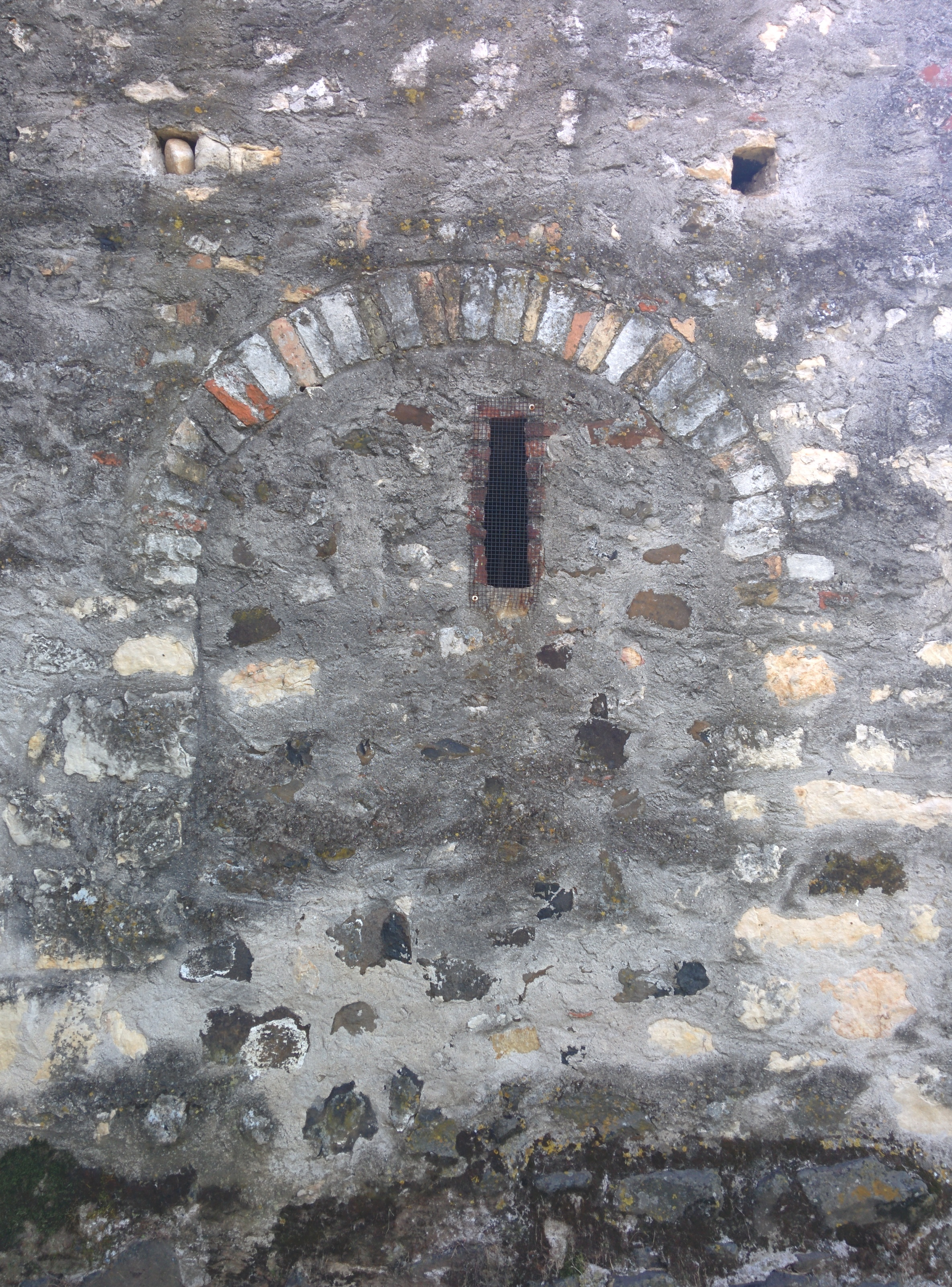
Antico arco, ora murato, che costituiva un portico passante sotto la torre prima che venisse trasformata nel campanile dell'odierna chiesa di San Lorenzo, intorno al 1166.

L'appellativo novo al castello fu messo inizialmente per differenziarlo da una struttura militare che costituiva la prima fortificazione presente sul territorio da inquadrare nel periodo delle scorribande ungare, che lo storico Berlaffa chiama castrum vetus. Questa è ora inglobata nel campanile della chiesa di San Lorenzo ed è ancora visibile nella parte inferiore della struttura, dove la presenza di due archi nella muratura sta ad indicare che prima lì doveva essere presente un passaggio, che sicuramente non poteva esistere in un semplice campanile. Tale struttura doveva essere accompagnata da un recinto di legno o di pietra (un cui pezzo potrebbe essere la parete nord della chiesa) a cui era addossata la chiesetta originaria.

### I primi riferimenti e il feudo
La prima citazione del Castel Novo nei documenti storici è in un atto della seconda metà dell'XI secolo, mentre in un documento del 1029 si trova già il toponimo Castronovo, ma non si fa nessun riferimento all'edificio. In realtà nel primo documento, con il termine castrum non si fa riferimento direttamente alla struttura, ma al villaggio che gravitava attorno al castello, che non era più una mera fortificazione, ma anche una sede giuridica. Il riferimento al villaggio e quindi necessariamente al castello che vi dominava, viene fatto anche in un documento del 1113.
Nonostante Castelnovo fosse all'interno dei territori che vennero donati da Berengario al vescovo Vitale, in nessun documento successivo si fa mai riferimento a Castelnovo come uno dei possedimenti vescovili, nemmeno nei diplomi imperiali per l'esenzione dalla tassa del fodro, i quali contenevano sempre l'elenco completo dei castelli in possesso del vescovo. Appare quindi chiaro, visti i mancanti riferimenti ai possedimenti vescovili, che Castelnovo non fosse un feudo dominicale del Vescovo. I documenti, a partire dal 1308, ci permettono invece di affermare che il castello fosse sotto i possedimenti di un signore laico che veniva investito del diritto di decima da parte del Vescovo di Vicenza.

### Dalla metà del Duecento alla prima metà del Cinquecento

#### La distruzione
Il castello, o parte di esso, andò sicuramente distrutto nel corso del Duecento, dopo la morte di Ezzelino III. La conseguente crisi dei ghibellini portò alla loro fuga da Vicenza nel 1263 e l'occupazione Marostica, Malo, Thiene e Isola. Chiaramente la loro sconfitta causò anche la distruzione dei castelli in cui combatterono.
Dopo questa disfatta è molto probabile che della residenza del signore non sia rimasto molto. In un documento del 1308 si trova scritto «turris et castellare» ed è un dettaglio importante per due motivi: con il termine castellare si intende, in latino medioevale, un castello in rovina (si sarebbe potuto descriverlo come castrum) e il fatto che sia citata dopo la torre ne indica una minore importanza, quasi sicuramente per il fatto di essere distrutta che per un reale ruolo minore.
La conquista di Vicenza da parte di Cangrande della Scala non portò alla ricostruzione del sistema difensivo, dal momento che la zona a nord della città fu sempre controllata da signori fedeli agli scaligeri. La torre maggiore non fu quindi mai ricostruita, almeno fino al Quattrocento, quando il Pagliarino ne attestò lo stato di abbandono.

#### La ricostruzione
La torre rimase integra e a testimonianza di ciò ci sono diversi documenti che ne attestano i passaggi di proprietà. Del castellare, invece, si perdono le tracce storiografiche fino al secolo XV, quando lo storico Pagliarino attesta che la costruzione è ancora distrutta.
Nel 1452 la proprietà venne venduta a Marchioro per 4 ducati, passò ad una sua discendente che la vendette a Nicolò Loschi, il quale nel 1481 la lasciò al figlio Gerolamo tramite un lascito in cui specificava che la torre non dovesse mai essere distrutta e che rimanesse sempre all'interno della famiglia.
Nel 1564 il Balanzon elenca fra i possedimenti di Nicolosa Loschi un castello sul monte in cui è possibile intuire che venne costruita la casa-torre ancora oggi visibile sulle fondamenta del vecchio mastio. Sembra infatti appartenere alla seconda metà del secolo XV, la ricostruzione della torre maggiore che per quasi due secoli era rimasta in stato di rudere, cercando di imitare la struttura precedente, ma adattandola allo stesso tempo ad un uso abitativo. La torre venne innalzata fino a raddoppiarne l'altezza, la costruzione delle pareti si basò sui resti delle mura medioevali che vennero quindi mantenute, mentre all'interno vennero ottenuti due locali (uno al pian terreno e uno al primo piano). La ristrutturazione coinvolse anche la torre minore che si vide sostituire le feritoie da grandi finestroni rettangolari. Ma se la ristrutturazione quattrocentesca ricostruì una torre ad uso abitativo da un aspetto poco militare, la paura della Guerra della Lega di Cambrai obbligò il proprietario Antonio Mario Loschi ad apportarvi delle merlature e delle bocche di osservazione. che possono giustificare il termine castello in riferimento all'edificio. Successivamente venne trasformato anche all'interno.

### Dalla metà del Cinquecento a fine Ottocento
Il castello rimase nelle proprietà dei Loschi fino a Nicolosa Loschi che, alla sua morte nel 1581, lo passò al figlio Ippolito Fiocardi il quale nel 1625 ne deteneva ancora la proprietà. Da questo momento, fino all'estinzione della famiglia a inizio del XIX secolo, il castello rimase in mano ai Fiocardi, pur con gli alti e bassi che la famiglia subì. Per tutto l'Ottocento passò a diversi proprietari e per vent'anni fu anche delle suore Canossiane di Vicenza, che lo usarono come luogo di villeggiatura per le suore e le alunne.

### Dal Novecento in poi
Nel 1923 venne acquistato da Antonio Dell'Osbel, un bellunese trapiantato nel vicentino, e passò poi nelle mani del figlio, Giusto Dell'Osbel. Giusto possedette il castello fino al 1963, dopo che per molti anni il suo giardino fu ritrovo dei picnic domenicali organizzati da Giuseppe Dalle Molle, fautore e sostenitore della nascita della pro loco locale. L'idea di Dalle Molle era quella di usare il castello per i ritrovi e come fulcro della vita associativa e che quindi una società dovesse acquistarlo e gestirlo per i cittadini a nome della pro loco.
Riuscì nell'impresa e dal 1963 divenne un luogo a uso della comunità. Per molti anni venne usato per feste e ritrovi, ma l'entusiasmo alla fine scemò e già alla fine degli anni ottanta entrò in decadenza. Nel 1993 venne messo in vendita e nel 1995 venne comprato dai coniugi Pierino e Marilisa Meggiorin, attuale proprietaria, che provvidero a restaurarlo tra il 1998 e il 2002.

## Descrizione
Non si sa molto della struttura del castello per mancanza di dati certi, ma la si può desumere da due documenti (uno del 1308 e uno del 1391). Nel complesso il castello doveva essere costituito da un edificio principale (il mastio, sito nel punto più alto della collina e che fungeva da abitazione), una torre (a scopo di controllo e di difesa) e da una fracta, termine antico per intendere una zona boschiva a scopo di difesa che doveva circondare tutta la proprietà per permettere l'entrata solo dalla zona vicino alla torre, che aveva quindi uno scopo di controllo e di difesa.

### Torre maggiore o Torón
Questa parte del castello, che doveva essere l'edificio principale, non ha un nome preciso. Nelle fonti viene definito come torre maggiore, torrione o mastio. Nel suo periodo più sventurato, la storiografia lo cita come castellare. Attualmente gli abitanti di Castelnovo lo chiamano anche Torón, ma con questo appellativo si riferiscono non solo alla costruzione, ma anche alla collina su cui è sito.
Un tempo residenza del signore, fu la parte di castello che subì i maggiori danni nel XIII secolo e rimase un rudere per circa due secoli. Venne ristrutturata nel Quattrocento e nel Cinquecento in modo massiccio e restaurata senza porvi modifiche a cavallo fra II e il III millennio.

#### Torre quattrocentesca
Nella seconda metà del XV secolo la torre, che era rimasta un rudere per circa due secoli, venne ricostruita. Non si hanno documentazioni sui lavori, ma le tecniche costruttive suggeriscono tale epoca. I resti delle vecchie e spesse mura medioevali vennero recuperati e su di essi le pareti vennero innalzate mantenendo lo spessore fino a raggiungere un'altezza doppia. Per la costruzione della parte mancante delle pareti si utilizzarono i laterizi, frammisti a qualche pietra, in aperta contrapposizione con lo stile di sola pietra della parte inferiore, che trasuda invece, la medioevalità di quelli che erano i ruderi del vecchio mastio. Gli angoli vennero rinforzati con delle pietre squadrate che richiamano lo stile medioevale.
All'interno si ottennero due stanze: un ambiente al pian terreno, piccolo, senza finestre e con una volta a botte, che tramite una scala che correva internamente sulla parete nord, si collegava ad un primo piano su cui si aprivano 5 finestroni rettangolari (2 nella parete occidentale e 1 su ciascuna delle restanti mura).
Nel complesso la torre non doveva avere un aspetto di possente struttura militare dal momento che dopo la dedizione di Vicenza nella Serenissima nel 1404 ci fu un generale atteggiamento di disinteresse all'edilizia militare, sia per il periodo di pace sia perché, per ordine di Venezia, molte fortezze vennero distrutte perché collegate con la nobiltà ribelle.

#### Torre cinquecentesca
Nel Cinquecento furono due i momenti in cui la torre venne ritoccata. In un primo momento (che corrisponde al primo decennio circa) Antonio Maria Loschi, impaurito dall'imminente Guerra della Lega di Cambrai, decise di dare una fattezza più militare alla torre e la dotò, in modo molto rapido e approssimativo, di una serie di otto piccole arcate sulla sommità di ogni parete: tale costruzione permetteva di allargare leggermente la copertura per consentire di costruire una camminatoia di ronda. La sporgenza venne completata da 9 file di mattoni su cui poggia una decima fila di laterizi disposti a formare una cornice a dente di sega su cui si basa la parte finale della copertura. Il problema di tale aggiunta fu che l'urgenza impedì di sorreggerle con gli adeguati accorgimenti (come delle mensole lignee) e che nelle pareti nord e sud la costruzione intaccò le cornici delle finestre.

##### La ristrutturazione
Terminata la guerra (quindi dopo il 1516), vennero effettuati ulteriori e più consistenti lavori sulla struttura che ebbero maggior impatto all'interno piuttosto che all'esterno. I due grandi ambienti vennero divisi in quattro (un pian terreno, un piano rialzato, un primo piano e un solaio) a loro volta suddivisi da muri interni prima inesistenti.
L'entrata principale, accessibile tramite una scalinata, venne ottenuta nella parete orientale e si apriva nel piano rialzato che, essendo privo di illuminazione, venne arricchito di una finestra nel muro meridionale che coincide all'interno con una nicchia scavata nella spessa parete per permettere alla luce di entrare adeguatamente.
L'originale scala addossata alla parete nord venne abbattuta per ottenere maggiore spazio nel piano rialzato. Per salire ai piani superiori si sfruttarono le pareti: venne ricavata una scala a due rampe nello spessore delle pareti est e nord e nell'angolo venne costruita una piccola feritoia per illuminare il passaggio.

Il primo piano venne suddiviso in due, ottenendo anche un solaio sostenuto da travi in legno. Di conseguenza i finestroni vennero murati nella metà superiore e le nuove finestre vennero chiuse in alto con arco di laterizi. L'illuminazione del solaio fu ottenuta con la creazione di quattro aperture, una per lato, in corrispondenza di un'arcatella.

#### Torre odierna
La torre attuale si presenta di fatto come quella cinquecentesca, non essendoci stati nel frattempo cambiamenti sostanziali nella struttura.
Nell'ultimo restauro avvenuto fra il 1998 e il 2002 venne effettuato un consolidamento generale della struttura che a causa del periodo di inutilizzo e abbandono stava andando incontro ad un collasso statico. Si intervenne maggiormente sulle fondamenta e sulle pareti esterne e interne. Venne rimessa la malta esterna, stando attenti ad utilizzare materiali simili a quelli esistenti. Nel piano interrato vennero tolti tutti i setti divisori, mentre al primo piano e nel sottotetto furono ricavati locali residenziali. Vennero inoltre restaurati la cinta muraria e l'area compresa all'interno di essa, compreso il giardino che venne sistemato il più simile possibile all'epoca di massimo splendore della torre.

### Torre minore
La torre minore doveva fungere da elemento di difesa (come testimonia la feritoia con strombatura interna rivolta ad est) e di controllo degli accessi al castello, vista la sua posizione ottimale per monitorare la strada che proveniva dalla pianura, da ovest e da nord. Con molta probabilità fungeva anche da collegamento a vista con il vicino castello di Isola.
È un edificio di pianta quadrata (di base 9 m) e con un'altezza di 12 m. Fu costruita utilizzando pietre grezze disposte in una serie di file regolari, con pietre squadrate negli angoli. Dette pietre angolari vennero, a inizio Ottocento, utilizzate dai signori Antiga per ristrutturare la loro villa e risultano quindi essere mancanti. Le finestre, inesistenti in epoca medioevale, vennero aggiunte con la ristrutturazione quattrocentesca, che provvide a sostituire le feritoie (tranne quella a est) con tali imposte. Nel secolo XIX la facciata crollò parzialmente e con essa anche una loggia scandita da bifore, la cui traccia rimase nel muro interno che restò scoperto dopo il crollo.
La torre è ancora ben visibile lungo via Torre sulla destra, inglobata in un complesso residenziale.